# (14427) 1991 VJ2
1991 في جاي 2 (ويعرف أيضًا باسم (14427) 1991 في جاي 2 وفق تسمية الكوكب الصغير) (بالإنجليزية: 1991 VJ2)‏ هو كويكب ضمن حزام الكويكبات؛ وترتيبه 14427 من حيث الاكتشاف.
اكتُشف هذا الجُرم الفلكي بواسطة هيروشي كانيدا في 9 نوفمبر 1991.

## وصلات خارجية
- (14427) 1991 VJ2 في قاعدة بيانات مختبر الدفع النفاث لأجرام النظام الشمسي الصغيرة

- الاكتشاف · مخطط المدار ·  العناصر المدارية · المعلمات المادية

- (14427) 1991 VJ2 على موقع ويكي سكاي: DSS2, SDSS, GALEX, IRAS, Hydrogen α, X-Ray, Astrophoto, Sky Map, Articles and images